# Église Saint-Martin de Biscarrosse
L'église Saint-Martin se situe à Biscarrosse, dans le département français des Landes. Elle est une étape sur la voie de Soulac du chemin de Saint-Jacques-de-Compostelle.

## Présentation
Construite au XVe siècle, cette église permet à la communauté catholique de s'y rassembler pour célébrer le culte. Elle est dédiée à Martin de Tours, un des principaux saints de la chrétienté.
Trois matériaux la composent : la briquette, la pierre de taille blanche et la « garluche », pierre propre à la région. Des transformations sont réalisées au début du XXe siècle, portant sur le clocher et l'agrandissement de chaque nef latérale.

### Clefs de voûte
Passé le portail, cinq clefs de voûte ornées sont visibles : au centre, le Christ portant le globe surmonté de la croix. Tout autour, les quatre symboles des quatre auteurs de l'Évangile (bonne nouvelle, en grec) qui nous révèlent la vie de Jésus : le jeune homme (saint Matthieu), le lion (saint Marc), le taureau (saint Luc) et l'aigle (saint Jean).
En remontant l'allée centrale, un écusson est visible représentant deux écureuils, un sanglier et une brebis (écusson primitif de Biscarrosse), puis deux anges présentant une couronne. Dans le chœur, se situe un écusson représentant une double étoile fleur de lys, sur le bas-côté droit, saint Michel terrassant le dragon, sur le bas-côté gauche, sans doute l'effigie du seigneur de l'époque.

### Vitraux
Dans les nefs latérales, les vitraux représentent sainte Cécile (patronne des musiciens, tenant un petit orgue), sainte Jeanne d'Arc, saint Jean (avec son symbole, l'aigle), saint André (avec la croix de saint André), l'Annonciation, le combat final des anges de Dieu contre Satan au dernier jour, quand le Christ reviendra dans la Gloire.
Dans le chœur, les vitraux évoquent la vie de saint Joseph (son mariage avec Marie, la naissance de Jésus, la Sainte Famille à Nazareth, et sa mort), la vie de saint Martin, saint Vincent de Paul.

### Chemin de croix
Tout autour de l'église court le chemin de croix, bas-reliefs en laiton qui évoquent le chemin que fit Jésus de sa prison jusqu'à son exécution sur la croix. Depuis le concile Vatican II et la réforme liturgique (1970), une quinzième station a été ajoutée. Elle n'est pas ici représentée mais juste évoquée par le cri de l'ange au matin de Pâques : « Ne cherchez pas parmi les morts celui qui est vivant ! ».

### Chœur
L'autel

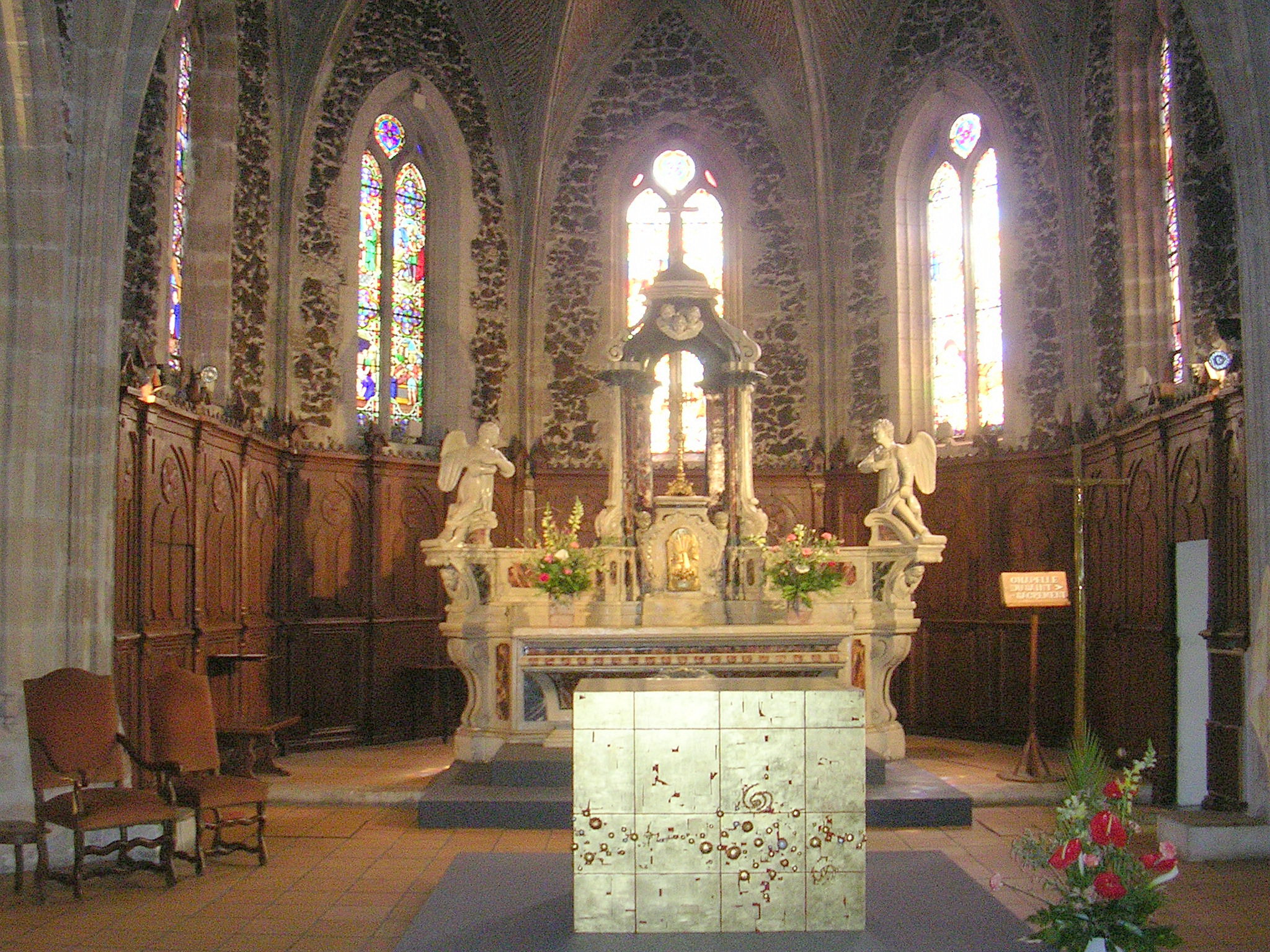
Autel et maître-autel de l'église, chœur en garluche

L'autel actuel date de 1998. Il est l'œuvre de l'abbé M. Guérin, prêtre landais. Sa forme évoque celle de l'autel du sacrifice dans l'Ancien Testament. Fait en bois, il est couvert de feuilles de cuivre qui lui donnent une teinte dorée, symbole de sainteté, de la gloire de Dieu. Mais toutes les faces sont striées de couleur rouge, rappel que les Hommes sont sauvés grâce au sacrifice du Christ qui a donné sa vie et versé son sang pour le salut du monde. Tout autour, court une frise de planètes et de nébuleuses qui illustre un chant de louanges.
Le maître-autel
De style baroque, le maître-autel est fait en stuc (plâtre peint en faux marbre). Il est une copie de celui de la cathédrale de Dax, réalisé en vrai marbre par les frères Mazzetti au XVIIIe siècle.

### Fonts baptismaux
Les fonts baptismaux se trouvent habituellement à l'entrée de l'église, car c'est par le baptême que l'on entre dans la communauté des disciples de Jésus-Christ. Ici, ils sont plus en avant, à côté de la proclamation de foi « Ne cherchez pas parmi les morts celui qui est vivant ! », car le baptême fait également entrer dans la promesse d'une vie éternelle incarnée par Jésus, le « premier des ressuscités ». Sur la cuve figurent les inscriptions « I.H.S » (abréviation latine de « Jésus, Sauveur des Hommes », ainsi que Α et Ω, première et dernière lettres de l'alphabet grec, symbole de Dieu qui est au commencement et à la fin de l'Histoire. La colombe est le symbole de l'Esprit Saint. À côté de la cuve baptismale se trouve le cierge pascal, signe du Christ vivant, lumière du monde. Il est mis en valeur par la simplicité de son support, réalisé par le même artiste que l'autel.

### Chapelle
La chapelle du Saint Sacrement est un lieu réservé à la prière. C'est ici que sont conservées les hosties qui seront portées aux malades qui n'ont pu assister à l'office religieux.